# Georg Seibt
Georg Seibt (* 2. September 1874 in Meseritz; † 3. April 1934 in Berlin) war ein deutscher Hochfrequenztechniker und Unternehmer.

## Leben

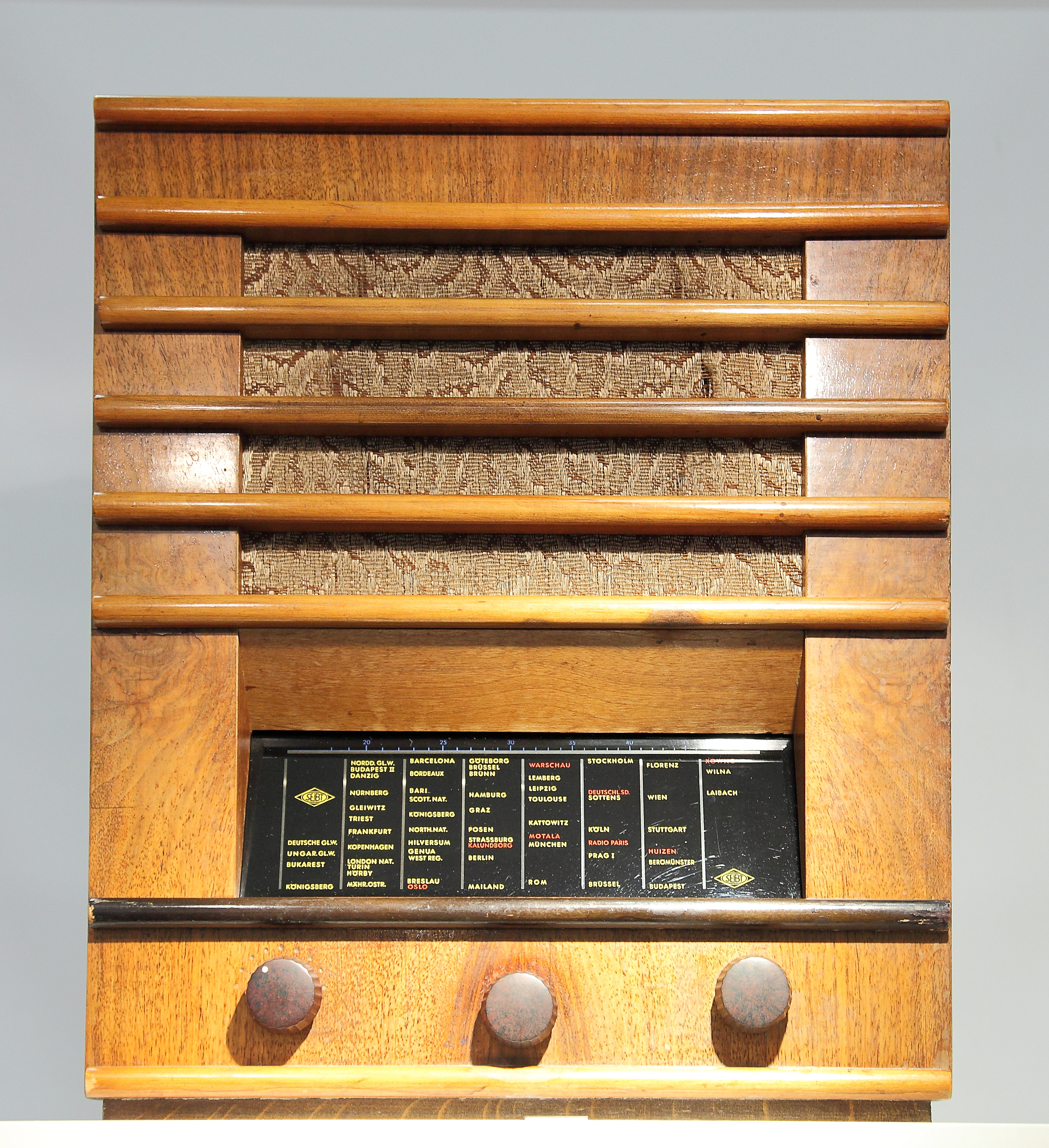
Radioempfänger Seibt 214 W (1934)

Geboren als Sohn des Fabrikanten Julius Seibt, studierte er an der philosophischen Fakultät der Universität Rostock und erlangte seinen Doktor mit der Dissertation Electrische Drahtwellen mit Berücksichtigung der Marconi'schen Wellentelegraphie. Als Assistent von Adolf Slaby an der TH Charlottenburg promovierte er 1902 mit einer Arbeit über mathematische Vorgänge bei Sende- und Empfangsstationen.
Er arbeitete dann kurzzeitig als technischer Leiter mit Karl Ferdinand Braun bei Siemens & Halske, der Telefunken-Gesellschaft, dem Versuchsamt der Telegraphenverwaltung und der Deutschen Amalgameted. Ab 1909 war er Chefingenieur bei Lee de Forests Radio Telephone Company.
Im Jahre 1910 gründete er in der Hauptstraße 9 in Schöneberg bei Berlin seine eigene Firma. Einen internationalen Ruf erwarb er mit Präzisions-Drehkondensatoren, indem er die Platten aus einem Stück herausfräst. Es folgen ganze Messinstrumente, deren Bedarf im Ersten Weltkrieg stark anstieg. Um 1915 waren sein zweikreisiger Detektor-Empfänger und sein dreifach-Aufsteck-Kristalldetektor herausragend.
Nach dem Ersten Weltkrieg kamen Telefonapparate und Empfangsapparate für drahtlose Telegrafie ins Fabrikationsprogramm. Seibt baute bald eigene Generalvertretungen in England, Holland, Italien, Österreich, Rumänien, der Schweiz, den skandinavischen Staaten und Spanien auf.
Im März 1923 beteiligte er sich mit Siegmund Loewe und dessen Mitarbeiter Eugen Nesper an der Gründung des ersten Verbands der deutschen Funkamateure, dem Deutschen Radio-Club e. V. (DRV), der zur besseren Durchsetzung ihrer Interessen, wie der der Popularisierung des Funkwesens, diente. Vorsitzender des Vorstandes wurde Nesper. Das hatte ein angespannte Verhältnis zwischen der Funkamateurbewegung und der Reichspost mit ihrem „Reichs-Rundfunk-Kommissar“ Hans Bredow zur Folge.
Sein 1923 gefertigter Membranlautsprecher – genannt Butterdose – war der erste seiner Art in Deutschland. Es war ein Lautsprecher mit Membran aus dünnem Aluminiumblech in einem nach oben offenen, runden Metallgehäuses. Schon 1913 hatte er in einem Laborprotokoll die Wirkungsweise einer freistrahlenden Konusmembran und die Probleme mit der Tonqualität beschrieben.
Im Jahre 1927 engagierte er Otto Griessing, der zum Chefkonstrukteur aufstieg und 1933 den ersten Volksempfänger entwickelte.

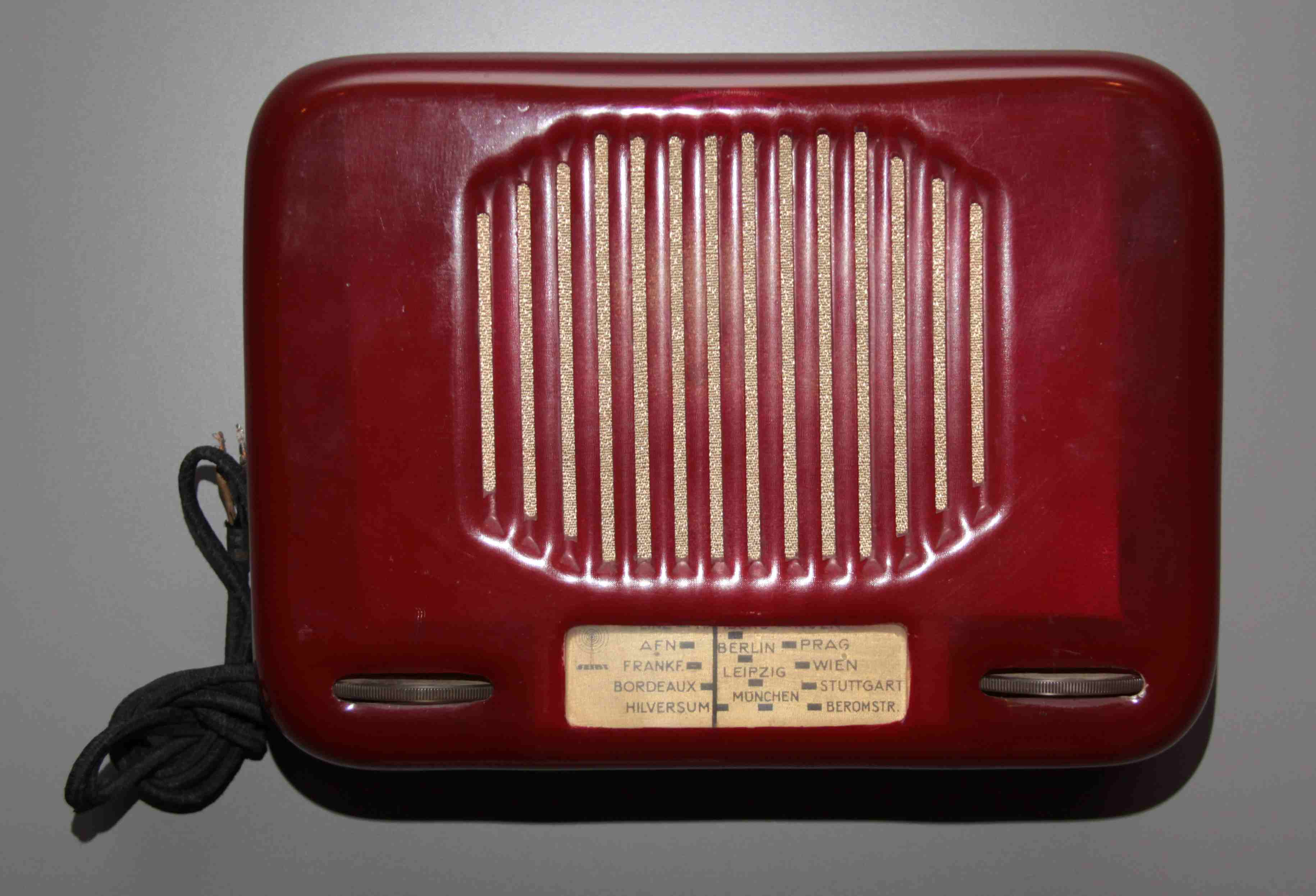
Radio Pierrette von Dr. Georg Seibt Nachf. - Baujahr 1948/49

Sein Unternehmen erreichte 1929 mit ca. 1200 Beschäftigten einen Umsatz von 16 Millionen RM, bekam aber im selben Jahr erste Liquiditätsschwierigkeiten. Im Jahre 1931 wurde die Firma in eine Aktiengesellschaft umgewandelt. 1933 lag der Umsatz nur noch bei 7,2 Millionen RM und 1934 bei 5,8 Millionen RM, worauf das Unternehmen Vergleich anmelden musste. Im gleichen Jahr verstarb Seibt.
Nur die ab 1935 einsetzenden Rüstungsaufträge konnten die Seibt AG vor der Stilllegung des Betriebs retten. 1939/40 wurden die letzten Radiomodelle hergestellt. 1942 arbeitete die Seibt AG nur noch für den militärischen Bereich und schloss sich mit der Optikfirma C. A. Steinheil & Söhne in München zusammen. Nach dem Zweiten Weltkrieg wurde sie unter dem Namen Dr. Georg Seibt Nachf. (OHG), in Berlin-Schöneberg weitergeführt, bis 1949/50 nach einem Vergleichsverfahren die Liquidation des Unternehmens erfolgte. In Ostdeutschland benannte man das Werk Zittau zunächst in Radio- und Metallwerke Zittau und später in Funkwerk Zittau-Olbersdorf um, wo bis 1952/53 noch einige Geräte entstanden.
In Berlin-Zehlendorf ist der Seibtweg nach ihm benannt.